# Дикірх (кантон)
Ди́кірх (Dikrech) — кантон в складі округу Дикірх герцогства Люксембург.

## Адміністративний поділ

### Комуни
Кантон включає в себе 12 комун:
| Комуна     | Площа, км² | Населення, осіб | Рік  | Центр      | Поселення |
| ---------- | ---------- | --------------- | ---- | ---------- | --------- |
| Беттендорф | 23,23      | 2314            | 2001 | Беттендорф | 3         |
| Буршейд    | 36,86      | 1360            | 2008 | Буршейд    | 6         |
| Дикірх     | 12,42      | 6252            | 2003 | Дикірх     | 1         |
| Ермсдорф   | 24,09      | 812             | 2001 | Ермсдорф   | 4         |
| Ерпельданж | 28,41      | 2182            | 2007 | Ерпельданж | 3         |
| Еттельбрек | 30,86      | 7478            | 2006 | Еттельбрек | 2         |
| Медернах   | 15,67      | 967             | 2001 | Медернах   | 3         |
| Мерциг     | 23,23      | 1439            | 2001 | Мерциг     | 1         |
| Рейсдорф   | 14,84      | 741             | 2001 | Рейсдорф   | 4         |
| Фюлен      | 22,75      | 1369            | 2001 | НідерФюлен | 2         |
| Гошейд     | 10,42      | 418             | 2001 | Гошейд     | 2         |
| Ширен      | 10,41      | 1358            | 2001 | Ширен      | 1         |

### Населені пункти

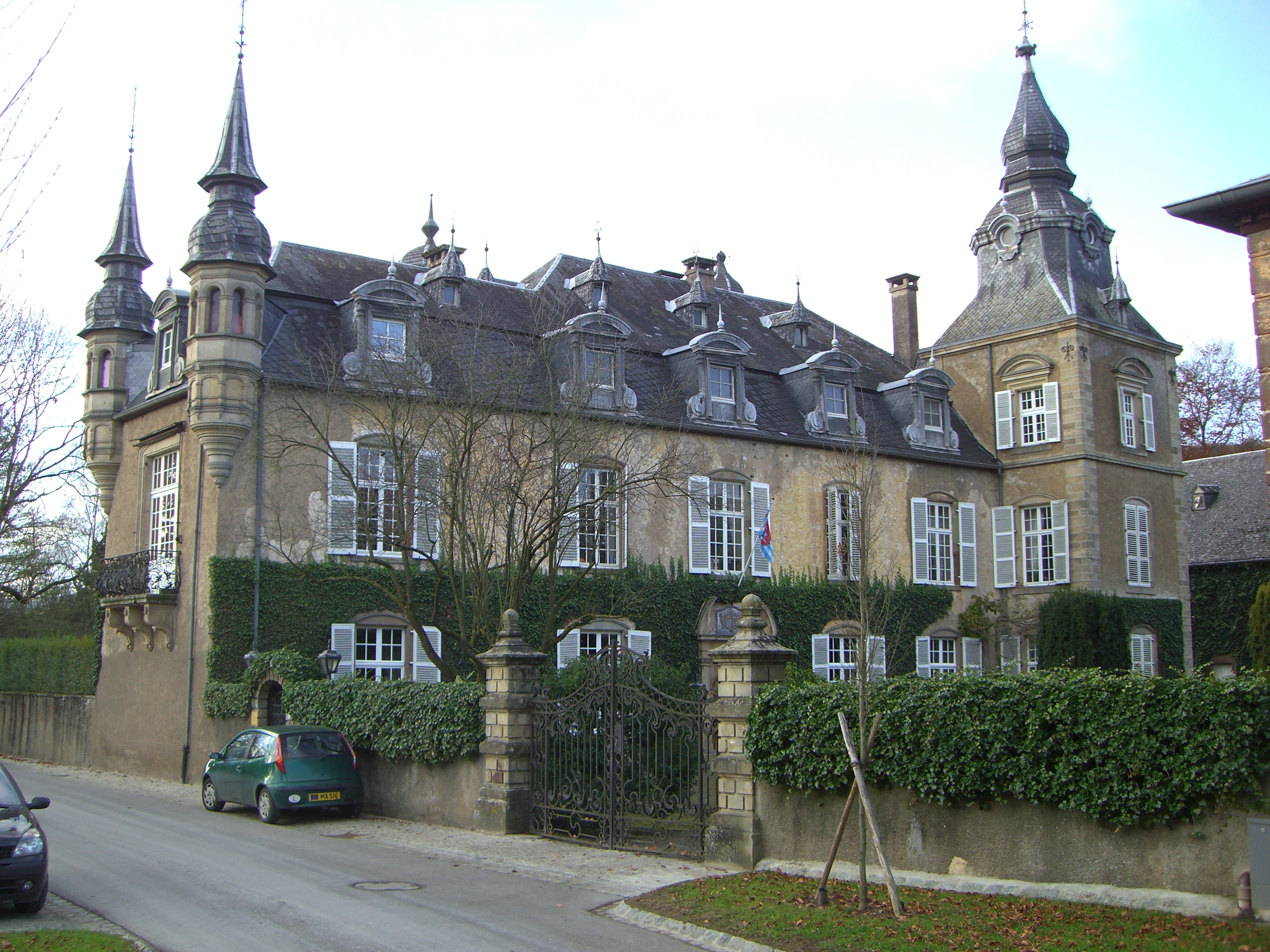
Беттендорф

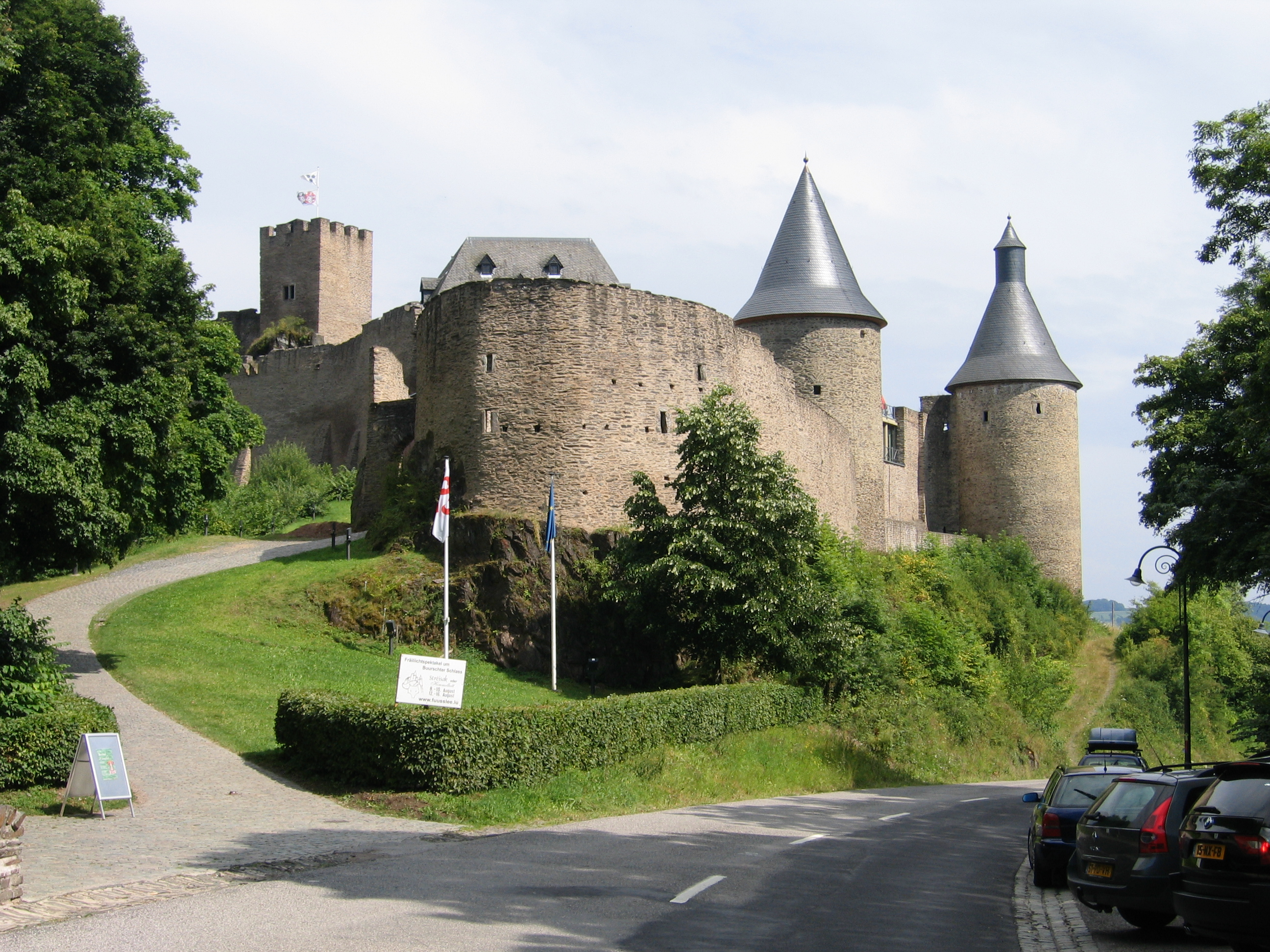
Буршейд

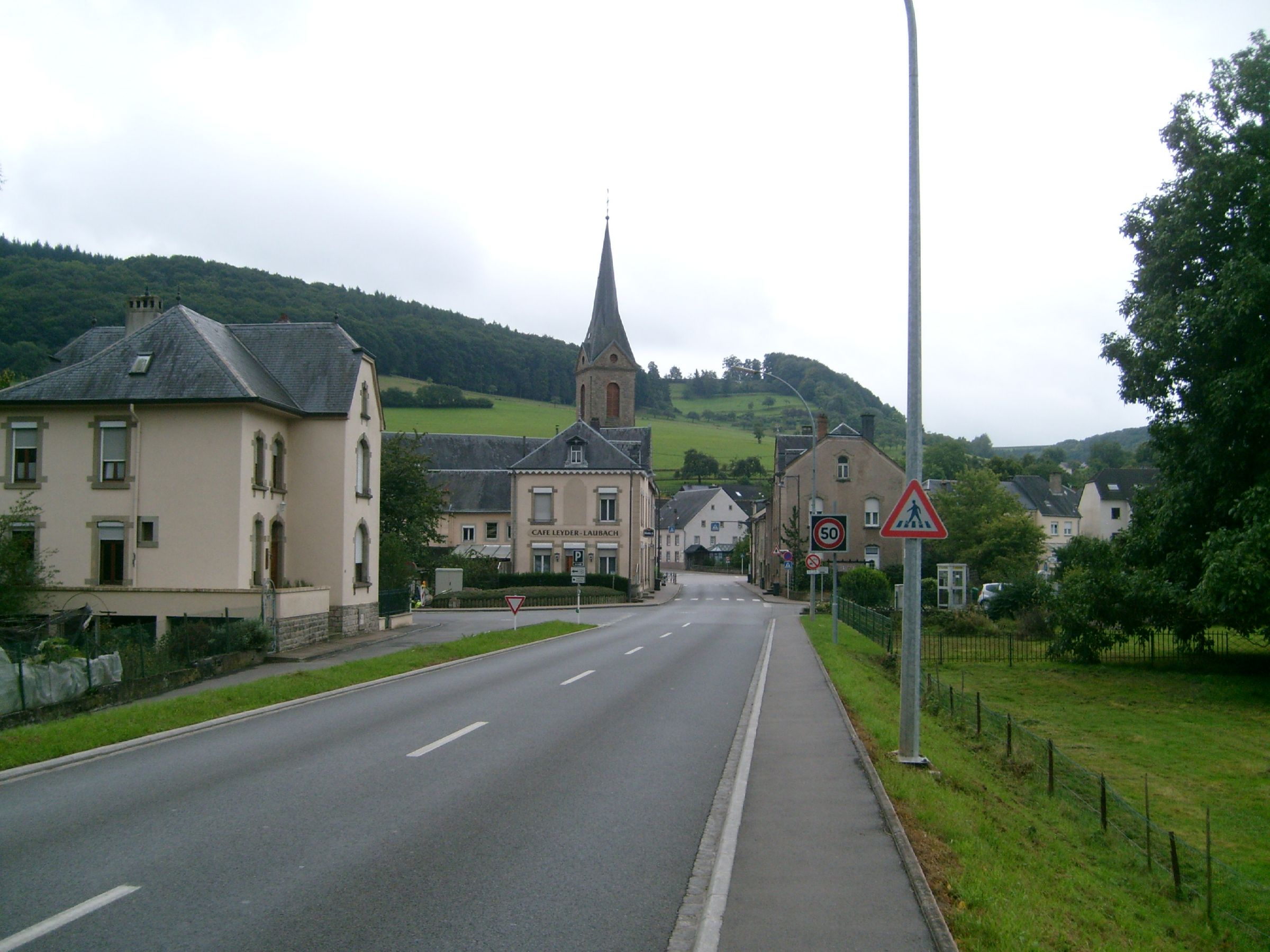
Гільсдорф

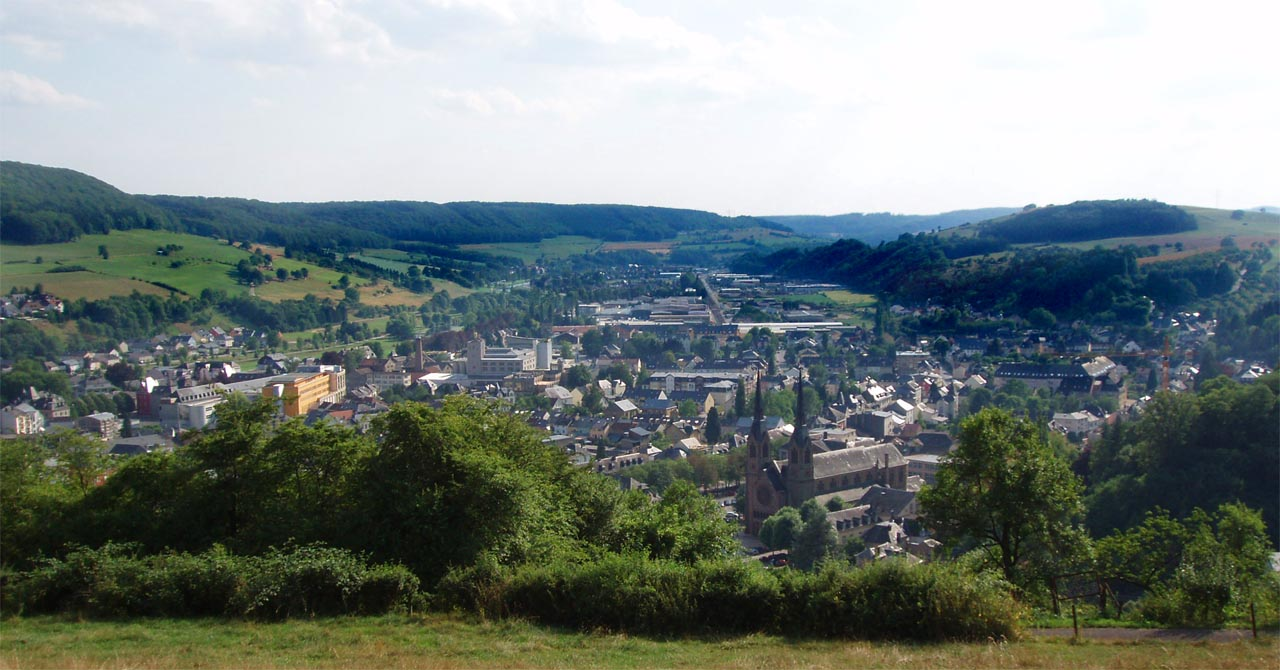
Дикірх

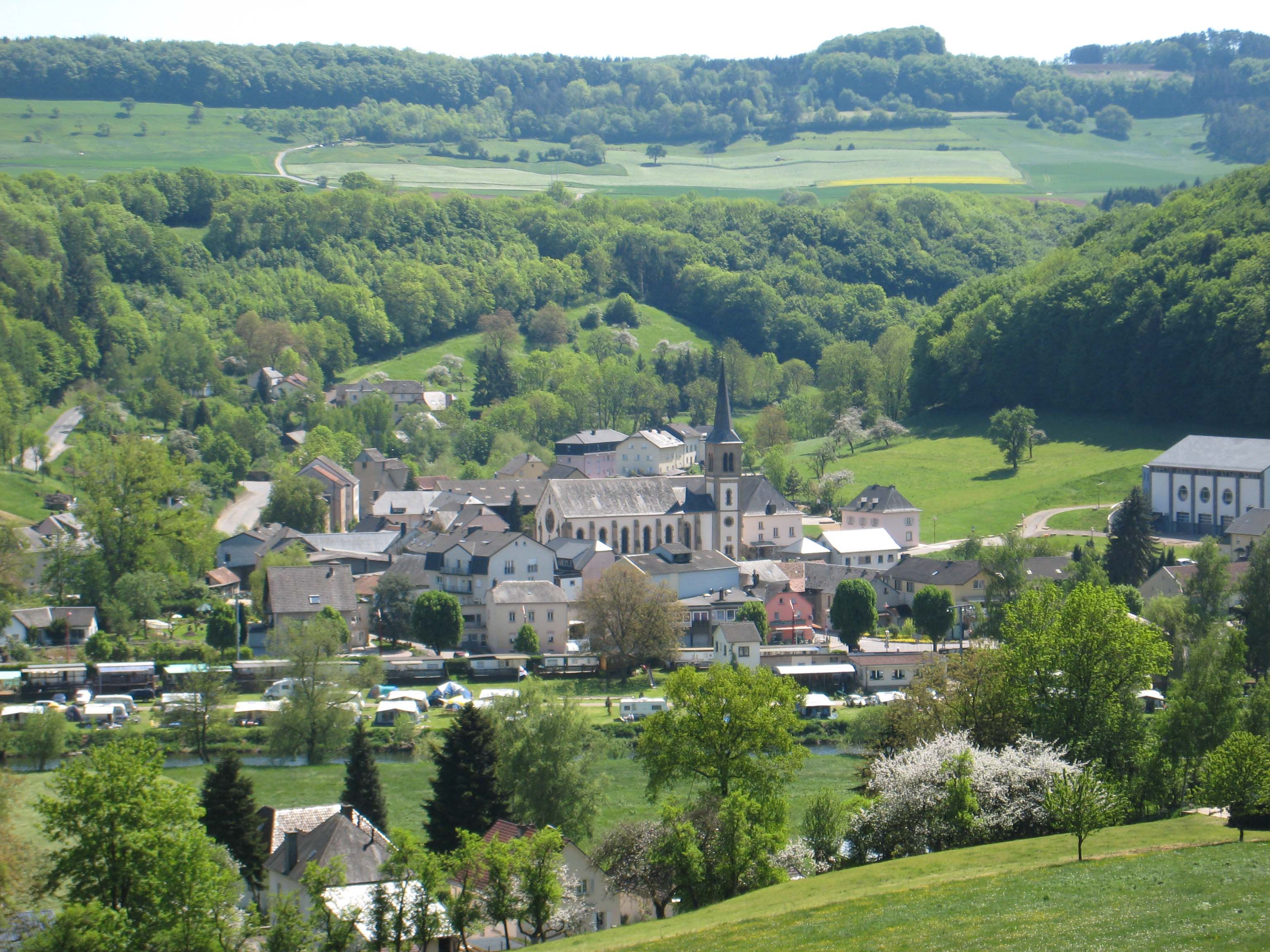
Рейсдорф

Нижче подано всі населені пункти кантону за комунами:
- Комуна Беттендорф
  - Беттендорф
  - Гільсдорф
  - Мештрофф
- Комуна Буршейд
  - Буршейд
  - Вельшейд
  - Кемен
  - Ліппершейд
  - Міхелау
  - Шліндермандершейд
- Комуна Дикірх
  - Дикірх
- Комуна Ермсдорф
  - Еппельдорф
  - Ермсдорф
  - Фолькенданж
  - Штеген
- Комуна Ерпельданж
  - Бурден
  - Ерпельданж
  - Інгельдорф
- Комуна Еттельбрюк
  - Варкен
  - Еттельбрук
- Комуна Медернах
  - Медернах
  - Савельборн
  - Фермес
- Комуна Мерциг
  - Мерциг
- Комуна Рейсдорф
  - Бігельбах
  - Валлендорф-Понт
  - Рейсдорф
  - Гесдорф
- Комуна Фюлен
  - Нідерфюлен
  - Оберфюлен
- Комуна Гошейд
  - Гошейд
  - Гошейд-Дікт
- Комуна Ширен
  - Ширен

### Найбільші міста
Населені пункти, які мають населення понад 1 тисячу осіб:
| Населений пункт | Населення, осіб | Рік  | Комуна     |
| --------------- | --------------- | ---- | ---------- |
| Дикірх          | 6252            | 2003 | Дикірх     |
| Еттельбрук      | 6191            | 2001 | Еттельбрук |
| Мерциг          | 1439            | 2001 | Мерциг     |
| Ширен           | 1358            | 2001 | Ширен      |
| НідерФюлен      | 1259            | 2010 | Фюлен      |
| Варкен          | 1153            | 2001 | Еттельбрук |
| Беттендорф      | 1045            | 2001 | Беттендорф |

## Демографія
Динаміка чисельності населення